# Freya (Radar)

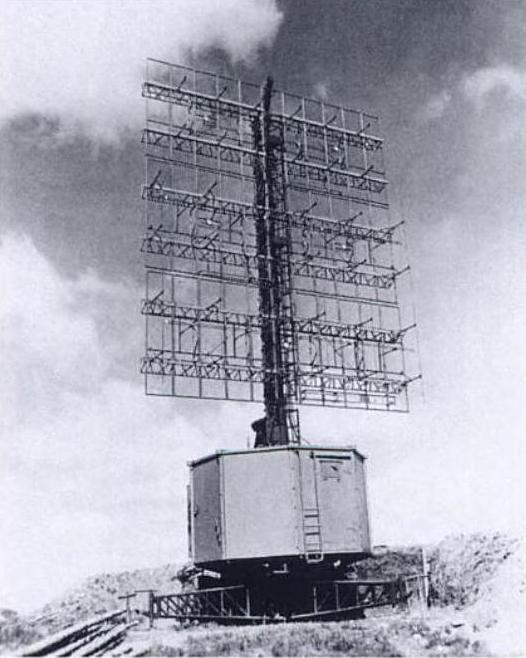
Freya LZ

Das Funkmessgerät Freya war eine frühe Entwicklung der Radartechnik im Deutschen Reich. Der Deckname stammt von der nordischen Göttin Freya, der die Fähigkeit zugesprochen wird, in der Nacht sehen zu können. Während des Zweiten Weltkrieges wurden über tausend Geräte installiert.

## Entwicklung
Erste Tests des von den beiden Ingenieuren und Geschäftsführern der Berliner Firma GEMA (Gesellschaft für elektroakustische und mechanische Apparate mbH) Paul-Günther Erbslöh (1905–2002) und Hans-Karl von Willisen (1906–1966) entwickelten, später als Freya bezeichneten Frühwarnradars fanden Anfang 1937 statt. Die Lieferung der ersten Station an die Kriegsmarine erfolgte 1938. Das Freya-Radar war technisch weiter entwickelt als das ältere britische Gegenstück Chain Home. Es wurde mit einer Wellenlänge von 1,2 m betrieben, das Chain Home dagegen mit 12 m (kleinere Wellenlänge => höhere Auflösung: auch kleinere Objekte waren erkennbar).
Bei Kriegsbeginn waren lediglich acht Freya-Geräte im Einsatz; sie konnten die zu überwachenden Gebiete daher nur sehr lückenhaft abdecken. Das britische Chain-Home-Radar war einfacher ausgelegt und fehleranfälliger als Freya; es konnte aber schneller als Freya installiert werden und war zum Beginn der Luftschlacht um England („Battle of Britain“) vollständig einsatzbereit (Näheres siehe Chain Home).

## Technische Daten
| Sendefrequenz       | 250 MHz         |
| Wellenlänge         | 1,2 m           |
| Impulsleistung      | 20 kW           |
| Impulsfolgefrequenz | 500 Hz          |
| Impulsdauer         | 3 μs            |
| Schwenkbereich      | 360° mechanisch |
| Öffnungswinkel      | 0,5°            |
| Reichweite          | 160 km          |

## Technik

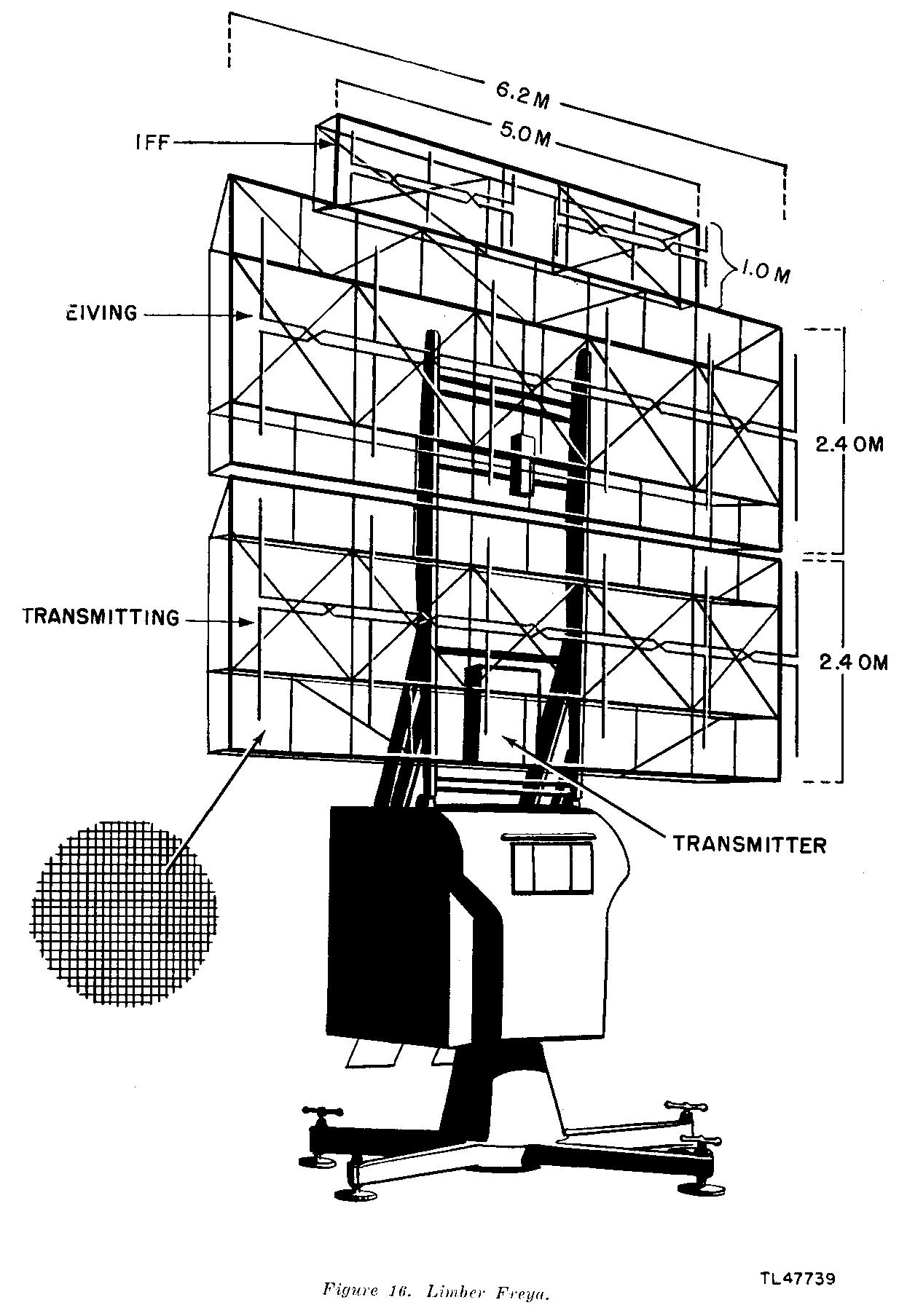
Freya-Antennenanlage

- Die Höhe anfliegender Flugzeuge ließ sich nicht genau bestimmen. Darin war es dem Chain Home unterlegen, aber es war vollständig schwenkbar (Rundsichtradar) und konnte zudem mobil eingesetzt werden.
- Als Zusatzgerät in eigene Flugzeuge wurde das FuG 25a „Erstling“-Gerät eingebaut. Dieses sekundäre Radargerät (oder IFF-Gerät) reagierte auf die Freya-Impulse und antwortete auf 156 MHz. Damit konnte eine Kennungsreichweite von weit über 100 km erzielt werden.
- Mit der Ausführung „AN“ erhielt die Antenne eine Umwegleitung und einen Antennenumschalter. Die Zuschaltung der Umwegleitung bewirkt eine Phasenverschiebung des Antennendiagramms und damit ein Schielen nach links oder rechts. Von der breiten Maximumpeilung konnte man so auf die schmale Minimumpeilung übergehen. Ein geübter Beobachter konnte eine Peilschärfe von 1/10° erreichen.

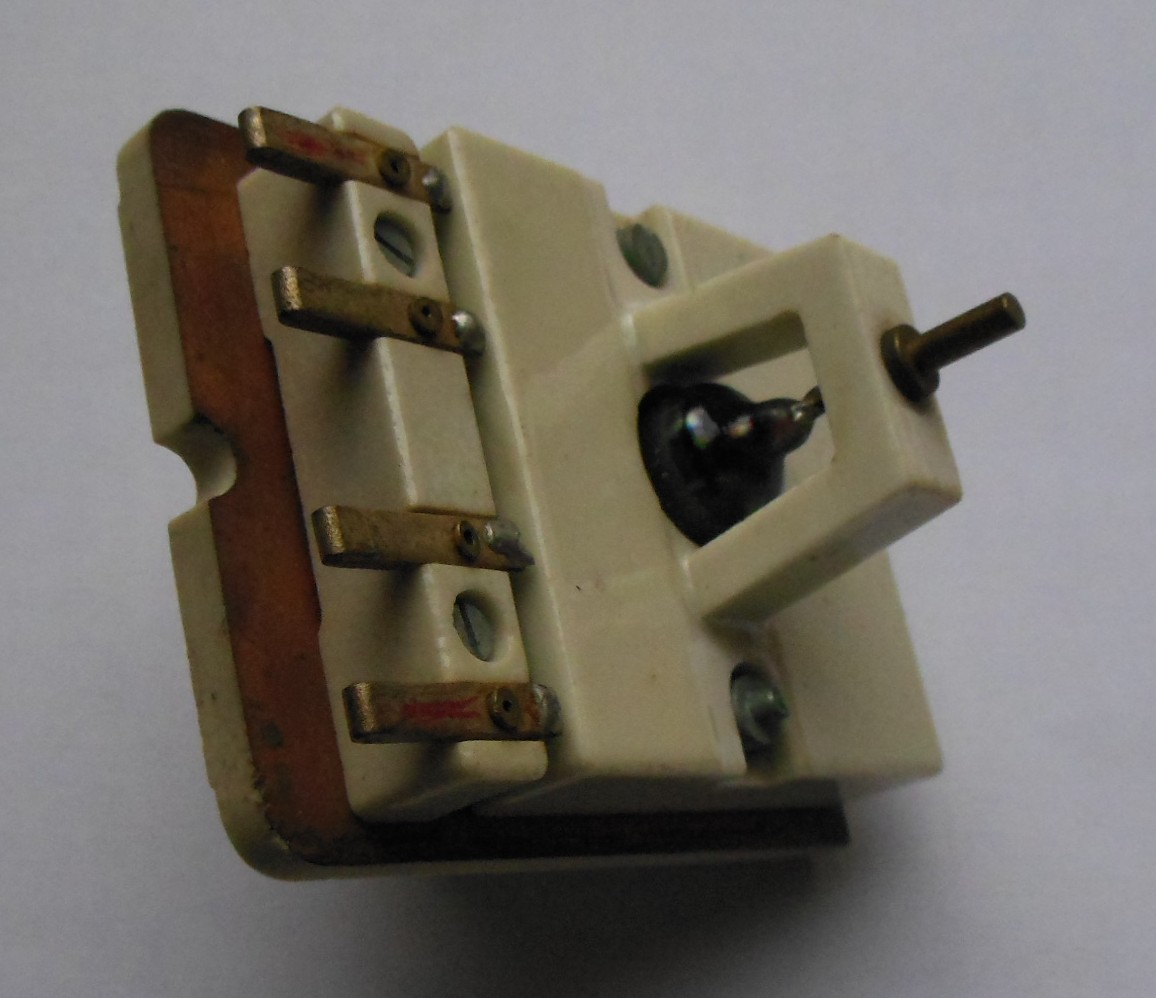
Empfangsbaustein (Röhrenfassung aus Keramik) des FuMG "Freya" mit einer Elektronenröhre (Eichelröhre) in der Mitte. Die Entwicklung von Elektronenröhren für immer höhere Frequenzen war eine Schlüsseltechnologie der Radarentwicklung

## Varianten
- FuMG 450 Freya AN, anfangs FuMG 41G genannt (erhöhte Reichweite von 120 km)
- FuMG Freya LZ (für Lufttransport zerlegbar)
- FuMG 480
- FuMG 44 „Drehfreya“ Übergang zum FuMG 44/404 (Marine FuMO371), „Jagdschloss“-Rundsuchradar
- FuMG 451 „Freiburg“, 162–200 MHz
- FuMG 321-328 (Kriegsmarine-Bezeichnung)

## Einsatz

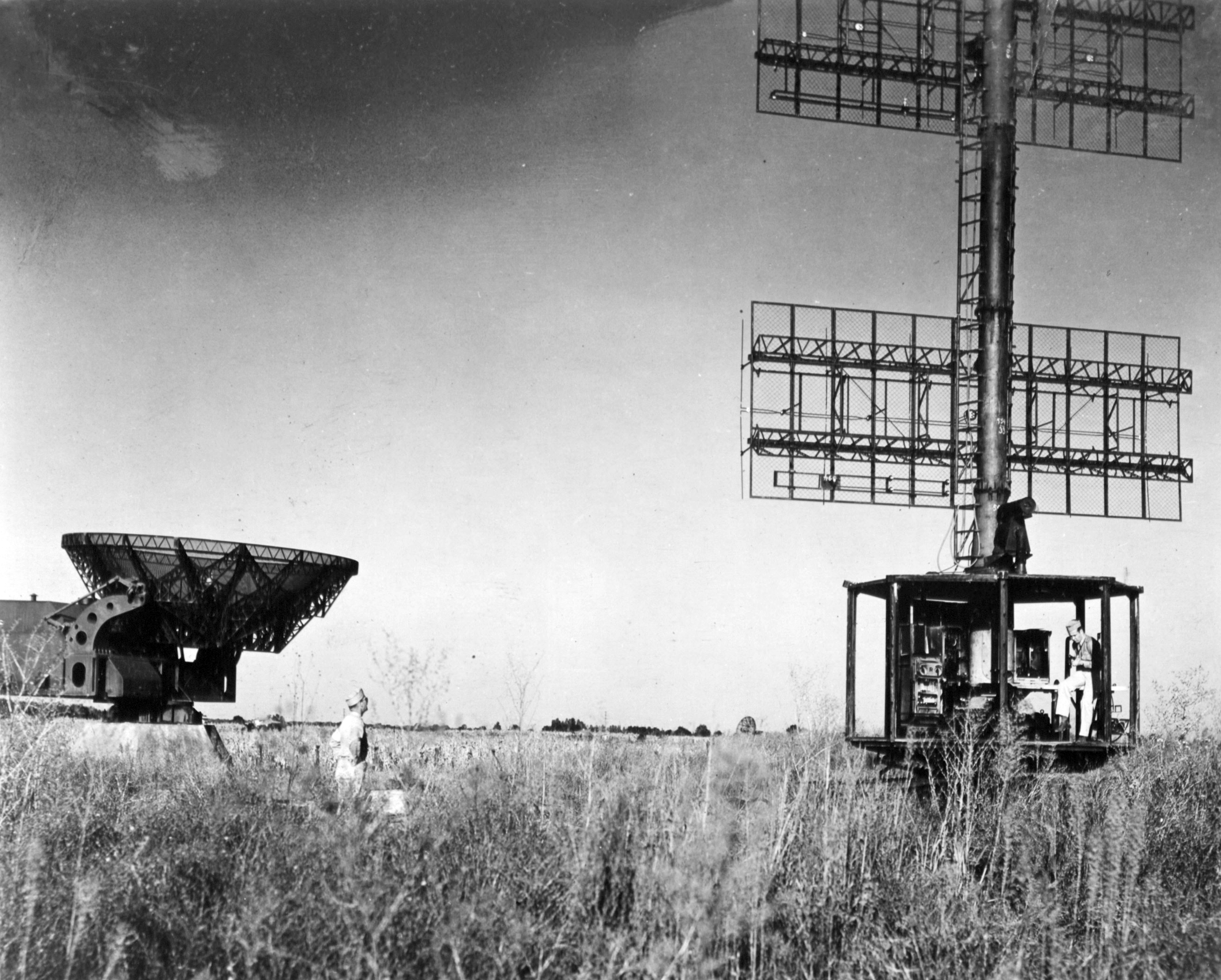
Freya-Gerät (rechts) und Würzburg-Riese, Rumänien, 1944

Einen ersten erfolgreichen Einsatz konnte man am 18. Dezember 1939 verbuchen, als 24 Vickers-Wellington-Bomber der Royal Air Force auf eine Entfernung von 113 km von zwei Freya-Geräten geortet wurden und daraufhin per Funk Jagdflugzeuge der Luftwaffe an die Bomber herangeführt werden konnten. Nach dem Luftgefecht über der Deutschen Bucht kehrte nur die Hälfte der Wellingtons unbeschädigt nach Großbritannien zurück. Diese Leistung hinterließ bei der Luftwaffenführung einen derartigen Eindruck, dass bereits im Frühjahr 1940 elf Freya-Geräte zur Sicherung der deutschen Westgrenze installiert wurden. Nach der Eroberung Frankreichs im Jahre 1940 wurden Freya-Geräte auch entlang der Atlantikküste aufgebaut. Mit dem Aufkommen britischer Luftangriffe beauftragte Hermann Göring Oberst (später General) Josef Kammhuber, eine wirksamere Luftabwehr aufzubauen. Das führte zum Entstehen der sogenannten Kammhuber-Linie, in die dann auch weitere Freya-Geräte integriert wurden. Im Verlaufe des Krieges erwiesen sich die Freya-Geräte als störanfällig gegen Düppel, wodurch sie zwar noch zur Frühwarnung, jedoch weniger für die Jägerleitung einsetzbar waren.

## Entdeckung
Einer der Ersten, die dem britischen Nachrichtendienst von dem Radarsystem Freya berichteten, war der junge dänische Fliegerleutnant Thomas Sneum (1917–2007). Sneum fotografierte 1941 unter hohem persönlichen Risiko eine Freya-Installation auf der dänischen Insel Fanø und brachte die Fotonegative im Juni 1941 in einem dramatischen Flug mit einer Hornet Moth nach England. Seine Taten wurden vom britischen Physiker und Geheimdienstoffizier R. V. Jones in seinem Buch Most Secret War gewürdigt. Der dramatische Flug wurde auch in Ken Folletts Buch Mitternachtsfalken (im Original: Hornet Flight) beschrieben.

## Entstörmaßnahmen
Um den Einfluss feindlicher Störmaßnahmen (Düppel) zu verringern, wurde 1943 das auf dem Dopplereffekt beruhende Laus-System entwickelt, das es ermöglichte, zwischen sich bewegenden und (relativ zum Empfängergerät) unbeweglichen Objekten, also Düppeln, zu unterscheiden. Eine weitere Zusatzmaßnahme ermöglichte selbst die Detektion von solchen Düppeln, die mit dem Wind trieben („Lichtblitz“).

## Weiterentwicklung

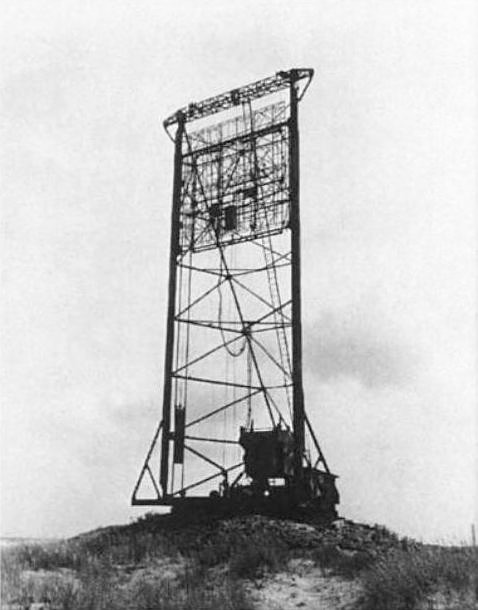
FuMG 401 „Freya-Fahrstuhl“

- FuMG 401: Für Experimente zur Strahlreflexion am Boden und damit einer Änderung des Erhebungswinkels wurde ein Freya-Antennenfeld verschiebbar auf einem Holzgestell montiert. Dadurch konnte ohne Zuhilfenahme anderer Radargeräte (beispielsweise Würzburg) eine Höhenpeilung des Flugzieles erreicht werden.
- FuMG 41: Zur Verbesserung der Reichweite ohne Änderung der Sender wurden mehrere Antennenfelder von Freya zusammengeschaltet. Diese „Wassermann“ genannten Anlagen konnten dabei sowohl Reichweite als auch Peilgenauigkeit erhöhen.

## Bildergalerie

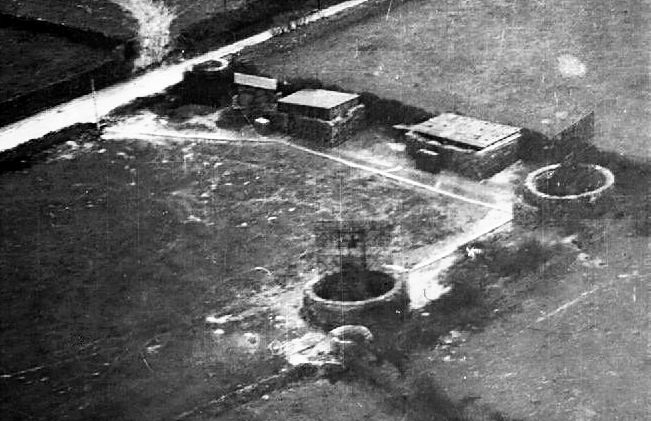
Zwei Freya-Radarstellungen in Auderville (1941)
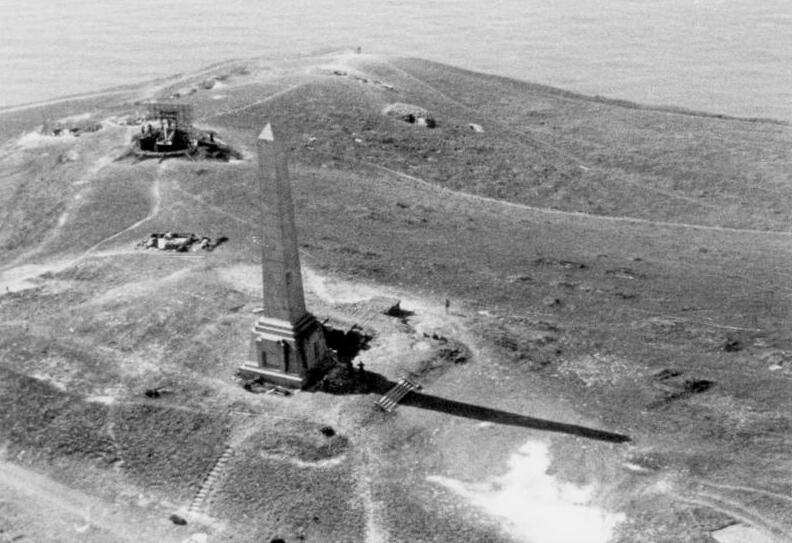
Freya an der Kanalküste bei Calais
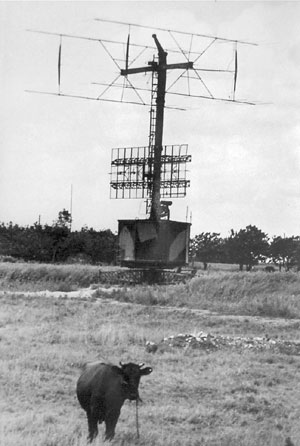
Ausführung Freya Köthen für Langstreckenerfassung mit zusätzlicher 95-MHz-Antenne und 15 kW Sendeleistung
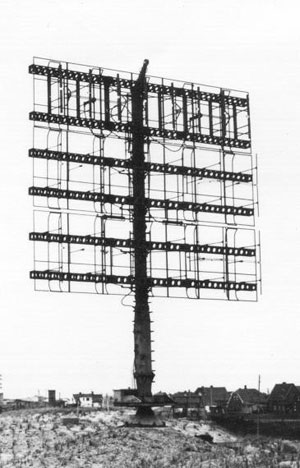
Verbunkerte Freya-LZ-Stellung in Dänemark